# 四万十町東インターチェンジ

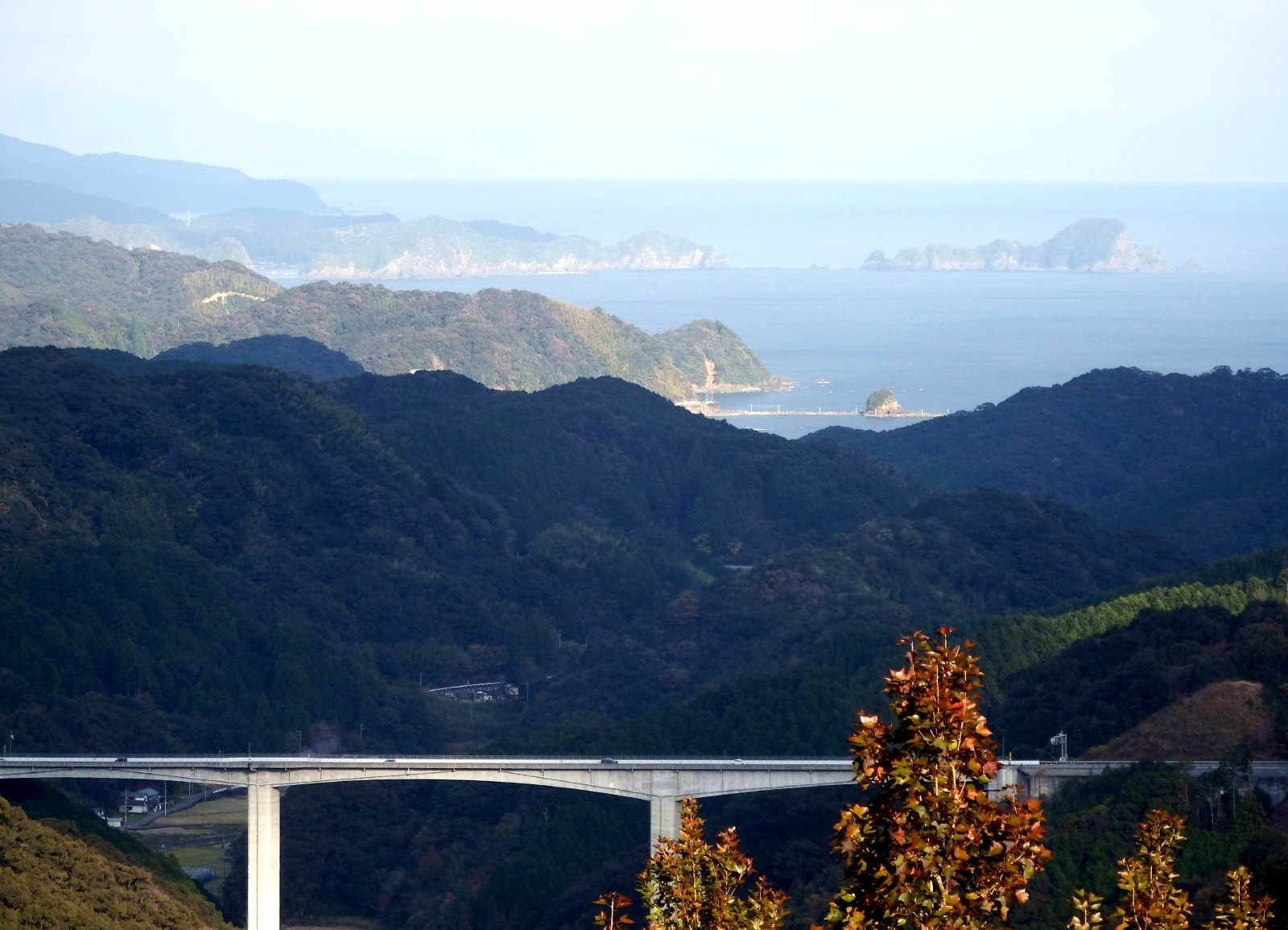
七子峠の展望台より

四万十町東インターチェンジ（しまんとちょうひがしインターチェンジ）は、高知県高岡郡四万十町影野にある高知自動車道のインターチェンジ（地域活性化インターチェンジ）である。
高知方面出入口のみのハーフインターチェンジである。
計画・建設時の仮称は影野インターチェンジ（かげのインターチェンジ）だった。

## 歴史
- 2011年（平成23年）12月16日 : 名称が影野インターチェンジから「四万十町東インターチェンジ」に正式決定[2]。
- 2012年（平成24年）12月9日 : 中土佐IC - 四万十町中央IC間開通に伴い供用開始。

## 道路
- E56 高知自動車道（18番）
- 接続する道路：高知県道387号四万十町東インター線

## 周辺
- 影野駅（JR土讃線）
- 四万十町立影野小学校

## 隣
E56 高知自動車道
(17) 中土佐IC - (18) 四万十町東IC - (19) 四万十町中央IC